# Caderousse
Caderousse est une commune française située dans le département de Vaucluse, en région Provence-Alpes-Côte d'Azur.

## Géographie
Caderousse est un village vauclusien, situé au bord du Rhône. Le village est entouré par une digue en pierre du XIXe siècle, percée seulement de deux portes, qui le protégeait des fréquentes crues du Rhône jusqu'aux travaux d'aménagement de la CNR dans les années 1960-1970.

### Localisation
Le village de Caderousse est situé par la route à 6 km d'Orange, 50 km de Nîmes et 25 km d'Avignon, préfecture de Vaucluse.

### Communes limitrophes
Les communes limitrophes sont  Chusclan, Codolet, Laudun-l'Ardoise, Montfaucon, Orange et Piolenc.
| Chusclan (Gard), Codolet (Gard) | Piolenc           |        |
| Laudun-l'Ardoise (Gard)         | Caderousse        | Orange |
|                                 | Montfaucon (Gard) |        |

### Accès et transports
La route départementale 17 traverse la commune du nord-est au sud-est en passant par le bourg, et la route départementale 237 traverse la commune du nord au sud en passant par l'ouest de celle-ci.
L'autoroute la plus proche est l'autoroute A9 qui traverse même une toute petite partie de son territoire au sud-est, sans pour autant qu'il n'y ait d'entrée ou de sortie. De ce fait, l'autoroute A7 est donc tout aussi accessible, le point d'entrée commun étant le péage au niveau de l'échangeur d'Orange, sortie numéro 21.

### Relief et géologie
La commune est relativement plate, avec une altitude minimale de 23 mètres et une altitude maximale de 40 mètres. C'est à l'ouest, sur l'ile de la Piboulette et à proximité du barrage, que se trouve le point le plus haut.
Les sols sont principalement alluvionnaires.

### Sismicité
Les cantons de Bonnieux, Apt, Cadenet, Cavaillon, et Pertuis sont classés en zone Ib (risque faible). Tous les autres cantons du département de Vaucluse sont classés en zone Ia (risque très faible). Ce zonage correspond à une sismicité ne se traduisant qu'exceptionnellement par la destruction de bâtiments.

### Hydrographie
Le Rhône s'écoule le long de sa bordure ouest et sud où l'Aigues vient le rejoindre après l'avoir longé un certain temps. Se rajoutent de nombreux petits cours d'eau et canaux comme la Mayre des Cairannes.

#### Îles et presqu'îles
On compte plusieurs îles sur la commune. La principale, sur le Rhône, est l'île de la Piboulette. En 1809, alors propriété privée de Mme Gramont, l'île était reliée aux rives du Rhône par deux bacs à traille, l'un côté Vaucluse, l'autre côté Gard. En 1883, une proposition de bacs est soutenue par les municipalités de Caderousse et Orange. Leurs installations sont en partie financées par ces communes, qui prennent en charge les rampes et chemins d'accès. Ils furent utilisés jusqu'à la Seconde Guerre mondiale. Il existe aussi des presqu'îles comme celle au sud du bourg, qui abrite entre autres le mas de la Piboule et ses terres, ou encore l'île du Colombier au nord-ouest de la commune.
Ce sont généralement d'anciennes îles du Rhône que les sédiments et le travail des hommes (endiguement, etc.) ont transformées.

#### Inondations et réparations répertoriées

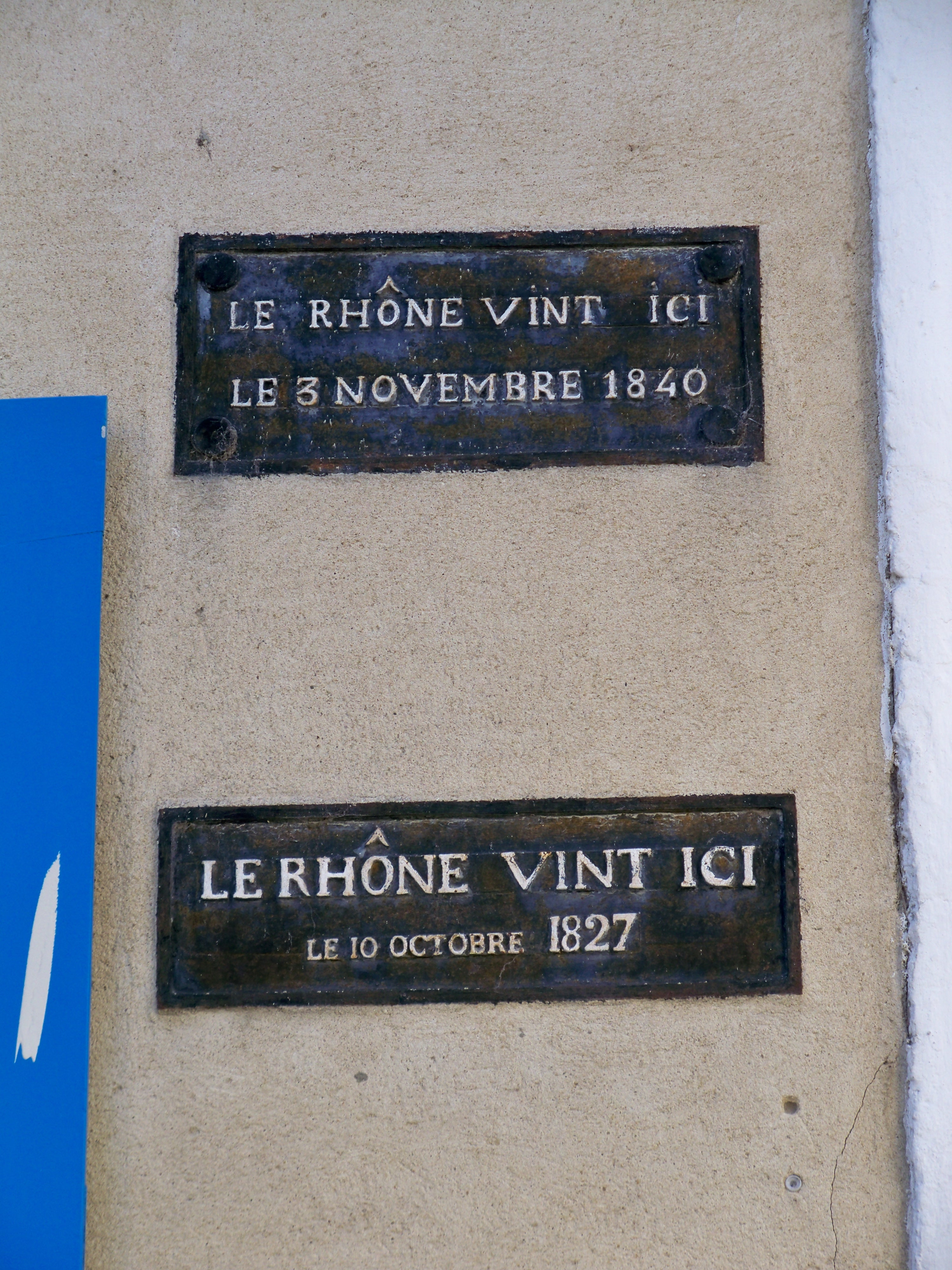
Plaques des crues historiques du Rhône.

De par son emplacement en bordure du Rhône, mais aussi de par les nombreux cours d'eau qui sillonnent la commune, le territoire de celle-ci a été inondé à plusieurs reprises dans son histoire. Parmi ces inondations, on peut noter celles dont on garde encore des traces.
La plus ancienne a eu lieu en 1226, où, par une crue du Rhône, Caderousse, ainsi qu'Avignon, sont inondées. Puis, le 23 septembre 1471, à 8 h du matin, où le Rhône saute les digues et les remparts et détruit le quartier des cabanes (80 maisons), puis inonde la ville vers 3 h de l'après-midi. Cette inondation est qualifiée dans les textes « AD MEMORIAM AETERNAM ». Par la suite, on compte de nombreuses autres crues du Rhône ou de l'Aigues, dont celles de 1755 et de 1856.

### Climat
Pour des articles plus généraux, voir Climat de Provence-Alpes-Côte d'Azur et Climat de Vaucluse.
En 2010, le climat de la commune est de type climat méditerranéen franc, selon une étude du Centre national de la recherche scientifique s'appuyant sur une série de données couvrant la période 1971-2000. En 2020, Météo-France publie une typologie des climats de la France métropolitaine dans laquelle la commune est exposée à un climat méditerranéen et est dans la région climatique  Provence, Languedoc-Roussillon, caractérisée par une pluviométrie faible en été, un très bon ensoleillement (2 600 h/an), un été chaud (21,5 °C), un air très sec en été, sec en toutes saisons, des vents forts (fréquence de 40 à 50 % de vents > 5 m/s) et peu de brouillards. 
Pour la période 1971-2000, la température annuelle moyenne est de 14,2 °C, avec une amplitude thermique annuelle de 18,1 °C. Le cumul annuel moyen de précipitations est de 734 mm, avec 5,9 jours de précipitations en janvier et 2,9 jours en juillet. Pour la période 1991-2020, la température moyenne annuelle observée sur la station météorologique de Météo-France la plus proche, « Orange », sur la commune d'Orange à 6 km à vol d'oiseau, est de 14,8 °C et le cumul annuel moyen de précipitations est de 719,6 mm. 
La température maximale relevée sur cette station est de 42,7 °C, atteinte le 22 août 2023 ; la température minimale est de −14,5 °C, atteinte le 10 février 1956,,. 
Les paramètres climatiques de la commune ont été estimés pour le milieu du siècle (2041-2070) selon différents scénarios d'émission de gaz à effet de serre à partir des nouvelles projections climatiques de référence DRIAS-2020. Ils sont consultables sur un site dédié publié par Météo-France en novembre 2022.

## Urbanisme

### Typologie
Au 1er janvier 2024, Caderousse est catégorisée bourg rural, selon la nouvelle grille communale de densité à sept niveaux définie par l'Insee en 2022.
Elle appartient à l'unité urbaine d'Avignon, une agglomération inter-régionale regroupant 59  communes, dont elle est une commune de la banlieue,,. Par ailleurs la commune fait partie de l'aire d'attraction d'Orange, dont elle est une commune de la couronne,. Cette aire, qui regroupe 10 communes, est catégorisée dans les aires de 50 000 à moins de 200 000 habitants,.

### Occupation des sols
L'occupation des sols de la commune, telle qu'elle ressort de la base de données européenne d’occupation biophysique des sols Corine Land Cover (CLC), est marquée par l'importance des territoires agricoles (71,4 % en 2018), en diminution par rapport à 1990 (72,7 %). La répartition détaillée en 2018 est la suivante : 
zones agricoles hétérogènes (40,3 %), terres arables (28,5 %), eaux continentales (12 %), forêts (8,4 %), milieux à végétation arbustive et/ou herbacée (5,7 %), cultures permanentes (2,6 %), zones urbanisées (2 %), mines, décharges et chantiers (0,5 %). L'évolution de l’occupation des sols de la commune et de ses infrastructures peut être observée sur les différentes représentations cartographiques du territoire : la carte de Cassini (XVIIIe siècle), la carte d'état-major (1820-1866) et les cartes ou photos aériennes de l'IGN pour la période actuelle (1950 à aujourd'hui).

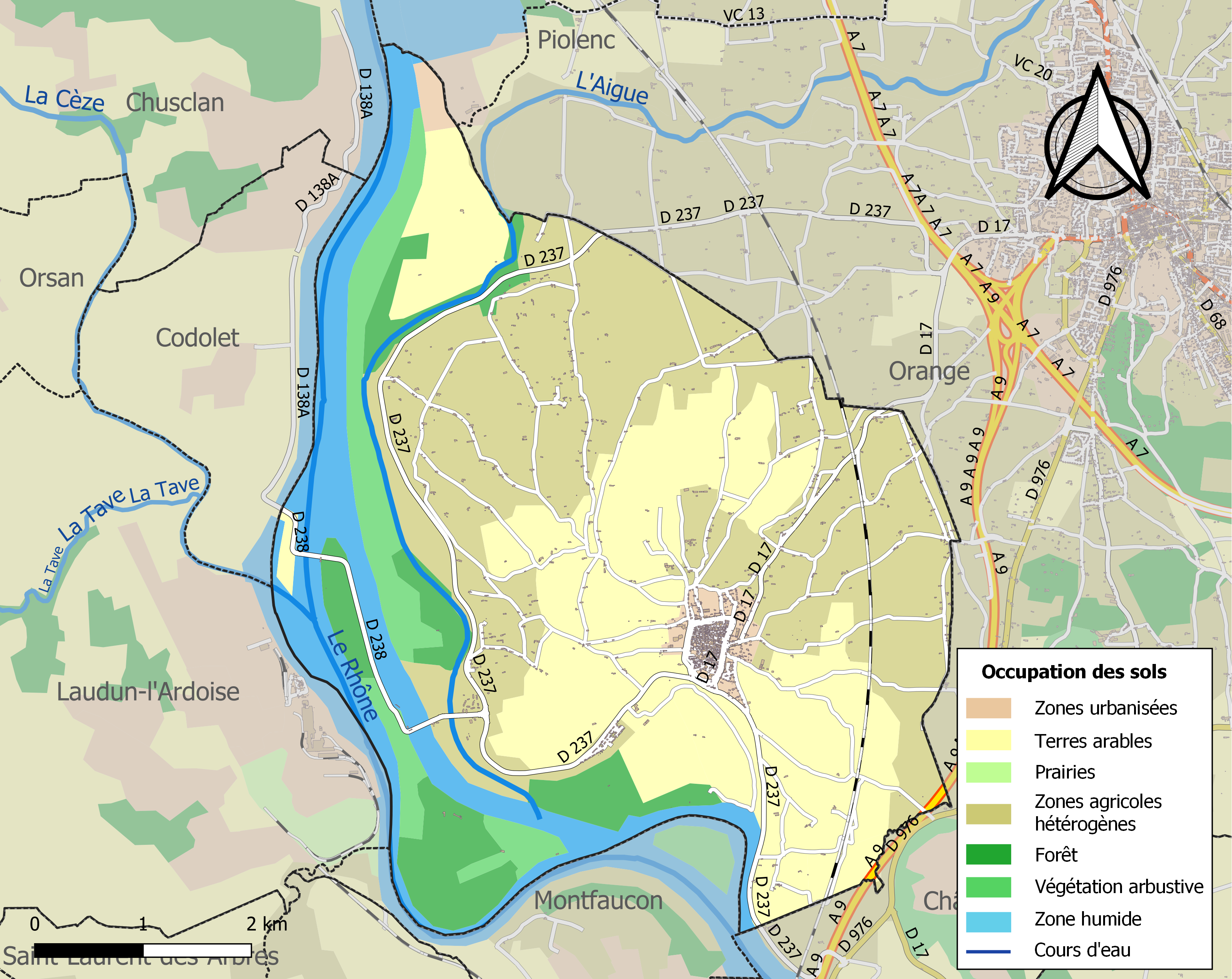
Carte des infrastructures et de l'occupation des sols de la commune en 2018 (CLC).

## Toponymie
La forme la plus ancienne attestée est Cadarossa (1060). Elle ne donne pas d'indication précise sur l'origine du nom de la commune. Les toponymistes avancent donc un possible *kador, avec sens de rivière, ou le nom d'une personne gauloise Cataros ou Catarius, avec suffixe pré-celtique -ossa.

Le nom en provençal est Cadarousso.

## Histoire

### Préhistoire
À Miemart, tout près de Caderousse, furent découverts lors de prospections archéologiques menées par le service régional d'archéologie d'Aix-en-Provence, des outillages lithiques (lames) liés au Néolithique.

### Antiquité

Hannibal traversant le Rhône à la hauteur de Caderousse.

Lors de la deuxième guerre punique, après avoir évité de s’attaquer aux villes grecques de Catalogne, Hannibal Barca pénétra en Gaule. On pense que, après avoir franchi les Pyrénées au col du Perthus et établi son campement près de la ville d’Illibéris — actuelle Elne à proximité de Perpignan —, il se dirigea sans encombre jusqu’au Rhône, où il arriva en septembre -218 avant que les Romains ne puissent empêcher son passage, à la tête de quelque 38 000 fantassins, 8 000 cavaliers et 37 éléphants de guerre. L'hypothèse la plus probable est qu'il fit traverser son armée à la hauteur de Caderousse où se situaient les Insulae Furianae selon le relevé C des cadastres d'Orange.
La colonisation romaine a laissé sur place une tête colossale de Jupiter et un autel taurobolique dédié à Junon.

### Moyen Âge
Le premier seigneur connu est Robert de Caderousse qui, en 1060, signa un acte de donation à l'abbaye Saint-Victor de Marseille. Par contre, les archives provenant de la commune ne vont pas au-delà du XIe siècle, elles ont été détruites par les inondations successives du Rhône.
Après le traité de Meaux, qui déposséda Raymond VII de Toulouse de tous ses fiefs, celui-ci fit appel à l'empereur Frédéric II. Celui-ci lui rendit le Comtat Venaissin en 1234 ; un an plus tard, il lui accorda, à nouveau, la suzeraineté sur Carpentras, Entraigues et Caderousse. Hommage lui en fut prêté en 1236.
Bertrand de Laudino, viguier-capitaine de Nice (1365), fut seigneur de Caderousse.
Clément VII donna ce fief et celui de Mornas à Bernardon de la Salle en 1378.

### Renaissance
En 1562, après s'être emparés de Mornas, les protestants investirent le village vidé de ses habitants. Mais l'approche des troupes pontificales conduites par Fabrice Serbelloni, les fit se retirer. Ils revinrent en 1573, et réussirent à s'infiltrer dans la cité par une brèche pratiquée dans la maison de Bertrand Gastineau. Les 200 cavaliers qui s’apprêtaient à investir la place ne purent le faire, à cause de l'alerte déclenchée par Antoine Tacussel, un prisonnier qui avait réussi à fuir. Quant à Gastineau, il fut arrêté, incarcéré puis roué en place publique à Avignon.
Entretemps, l'évêque d'Orange, Philippe de La Chambre de Maurienne, avait dû se retirer à Caderousse avec son chapitre car sa cité était aux mains des calvinistes. Son successeur, Jean de Tulles, ne put revenir dans son palais épiscopal qu'en 1597.
Le château accueillit successivement les rois François Ier, le 29 mars 1524, Charles IX, en 1564 et Henri III, en 1575.
Trois violentes épidémies de peste ravagèrent la commune en 1586, 1627 et 1640.
La seigneurie fut érigée en duché, le 18 septembre 1663, par bulle pontificale en faveur de Just-André-François d'Ancézune-Cadard, aide de camp de Louis XIV.
L'année 1668 vit l'installation de deux ordres de moniales : les bénédictines de Sarrians et les bernardines de Vienne.

### Période moderne
Au cours de l'hiver 1709, la pénurie de grains à Avignon fut telle que le vice-légat Sinibaldo Doria s'adressa au Conseil de Ville pour obtenir du blé. Il y eut tergiversation puis refus. L'armée pontificale se mit donc en marche pour assiéger les récalcitrants. Le siège fut effectif le 31 mai 1710. Quelques coups de canons ouvrirent les portes et les réserves furent apportés dans la cité papale.
L'Hôtel-Dieu fut rebâti au cours de l'année 1712 et Caderousse fut érigée en ville contre 600 livres en 1754.
En 1767, par testament, André-Joseph d'Ancézune donna son duché aux Gram(m)ont de Vachères, ces derniers en restèrent ducs jusqu'à la Révolution.
Le 12 août 1793 fut créé le département de Vaucluse, constitué des districts d'Avignon et de Carpentras, mais aussi de ceux d'Apt et d'Orange, qui appartenaient aux Bouches-du-Rhône, ainsi que du canton de Sault, qui appartenait aux Basses-Alpes.
Dans le milieu du XIXe siècle, la plaine fertilisée par les alluvions du fleuve produisait des céréales, de la garance et étaient plantées en mûriers pour élevages des vers à soie.

### Période contemporaine
Au cours de la Seconde Guerre mondiale, Jean Moulin est parachuté en Provence, avec deux autres resistants, dont Hervé Monjaret jeune radio de vingt ans formé à Londres. Hervé est accueilli par l'abbé Miral, dans son presbytère de Caderousse. Ce fut de là que les premières liaisons radio de la Résistance Française parvinrent à Londres.

## Politique et administration

### Liste des maires

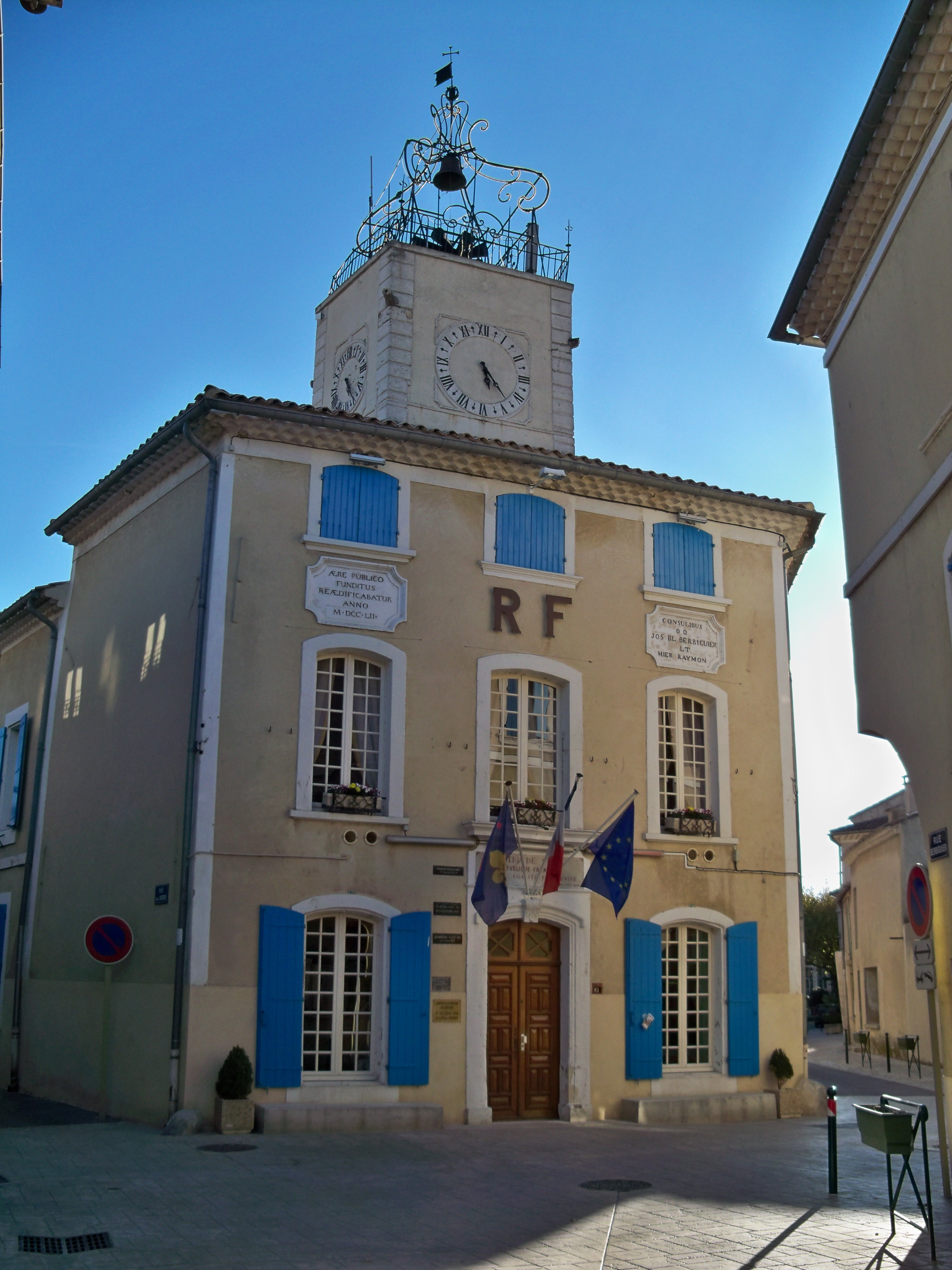
Hôtel de ville de Caderousse.

| Période                                  | Période   | Identité                 | Étiquette | Qualité            |
| ---------------------------------------- | --------- | ------------------------ | --------- | ------------------ |
| octobre 1947                             | mars 1959 | Jean Farjon              |           |                    |
| mars 1959                                | 1968      | Joseph Reynaud           |           |                    |
| 1968                                     | mars 1977 | Ernest Capdeville        | PCF       |                    |
| mars 1977                                | mars 1983 | Gaston Serguier          | DVG       |                    |
| mars 1983                                | mars 2001 | Pierre Cuer              | DVD       |                    |
| mars 2001                                | 2002      | Jean-Marie Roche         | RPR       |                    |
| 2002                                     | 2020      | Serge Fidèle             | UMP       | Commercial interne |
| 2020                                     | En cours  | Christophe Reynier-Duval |           |                    |
| Les données manquantes sont à compléter. |           |                          |           |                    |

### Administration municipale
Le conseil municipal de la ville est composé de 23 élus répartis de la manière suivante :

### Politique de développement durable
La commune a engagé une politique de développement durable en lançant une démarche d'Agenda 21 en 2006.
La Communauté de Communes du Pays Réuni d'Orange (CCPRO) a pour compétence la collecte et traitement des déchets des ménages et déchets assimilés et la protection et mise en valeur de l'environnement.
La commune possède une déchèterie au sud-est.

### Fiscalité locale
| Taxe                                                | Part communale | Part intercommunale | Part départementale | Part régionale |
| --------------------------------------------------- | -------------- | ------------------- | ------------------- | -------------- |
| Taxe d'habitation (TH)                              | 7,22 %         | 0,00 %              | 7,55 %              | 0,00 %         |
| Taxe foncière sur les propriétés bâties (TFPB)      | 13,47 %        | 0,00 %              | 10,20 %             | 2,36 %         |
| Taxe foncière sur les propriétés non bâties (TFPNB) | 33,93 %        | 0,00 %              | 28,96 %             | 8,85 %         |
| Taxe professionnelle (TP)                           | 00,00 %        | 21,58 %             | 13,00 %             | 3,84 %         |

La part régionale de la taxe d'habitation n'est pas applicable.
La taxe professionnelle est remplacée en 2010 par la cotisation foncière des entreprises (CFE) portant sur la valeur locative des biens immobiliers et par la cotisation sur la valeur ajoutée des entreprises (CVAE) (les deux formant la contribution économique territoriale (CET) qui est un impôt local instauré par la loi de finances pour 2010).

## Population et société

### Démographie
L'évolution du nombre d'habitants est connue à travers les recensements de la population effectués dans la commune depuis 1793. Pour les communes de moins de 10 000 habitants, une enquête de recensement portant sur toute la population est réalisée tous les cinq ans, les populations de référence des années intermédiaires étant quant à elles estimées par interpolation ou extrapolation. Pour la commune, le premier recensement exhaustif entrant dans le cadre du nouveau dispositif a été réalisé en 2007.

En 2022, la commune comptait 2 541 habitants, en évolution de −5,99 % par rapport à 2016 (Vaucluse : +1,73 %, France hors Mayotte : +2,11 %).
| 1793  | 1800  | 1806  | 1821  | 1831  | 1836  | 1841  | 1846  | 1851  |
| ----- | ----- | ----- | ----- | ----- | ----- | ----- | ----- | ----- |
| 2 541 | 2 786 | 2 728 | 3 137 | 3 169 | 3 262 | 3 130 | 3 209 | 3 400 |

| 1856  | 1861  | 1866  | 1872  | 1876  | 1881  | 1886  | 1891  | 1896  |
| ----- | ----- | ----- | ----- | ----- | ----- | ----- | ----- | ----- |
| 3 168 | 3 158 | 3 111 | 3 150 | 3 025 | 3 104 | 3 060 | 2 935 | 2 819 |

| 1901  | 1906  | 1911  | 1921  | 1926  | 1931  | 1936  | 1946  | 1954  |
| ----- | ----- | ----- | ----- | ----- | ----- | ----- | ----- | ----- |
| 2 657 | 2 599 | 2 529 | 1 908 | 1 833 | 1 759 | 1 670 | 1 636 | 1 759 |

| 1962  | 1968  | 1975  | 1982  | 1990  | 1999  | 2006  | 2007  | 2012  |
| ----- | ----- | ----- | ----- | ----- | ----- | ----- | ----- | ----- |
| 1 680 | 1 667 | 2 027 | 2 007 | 2 260 | 2 496 | 2 683 | 2 712 | 2 738 |

| 2017  | 2022  | - | - | - | - | - | - | - |
| ----- | ----- | - | - | - | - | - | - | - |
| 2 667 | 2 541 | - | - | - | - | - | - | - |

- 1269 = 256 feux (Enquêtes administratives d’Alphonse de Poitiers).
- 1302 = 194 feux. Assemblée réunie le 31 octobre. AC Cad, DD I.
- 1364 = 173 feux. Assemblée réunie pour désigner un syndic chargé d’emprunter aux trésoriers du comtat une aide pour construire les murailles de Caderousse.
- 1414 = 180 maisons sur le premier cadastre détenu à l'Hôtel de ville.
- 1566 = 1 908 habitants. Dénombrement des personnes et des grains dans 454 communautés du comtat ; BM Carpentras .ms 797.
- En 1568, on trouve 450 maisons, mais en 1592, soit 24 ans plus tard, il n'y a plus que 400 maisons, d’après la relation de la visite faite par le marquis de Gargua, général des Armées. Archives vaticanes t 20, légation d’Avignon.
- 1763 = 800 maisons.
- 1851 = 3 400 habitants.
- 1886 = 3 060 habitants.
- 1901 = 2 657 habitants.

En 1921, on comptabilise 1 908 habitants, c'est le premier recensement après le conflit de 14/18, qui se solde par un véritable désastre pour la commune (voir le monument aux morts, sur lequel sont inscrits les noms de 106 Caderoussiers). Ensuite, c’est la fuite progressive puisqu'en 1946, on descend à 1 636 habitants pour remonter en 1962 à 1 880 habitants et redescendre en 1968 à 1 667 habitants. Depuis cette date, la progression moyenne est de 28 habitants l'an.

### Enseignement
L'on trouve sur la commune une école maternelle et une école élémentaire, regroupées dans le groupe scolaire Jean-Moulin. Ensuite les élèves sont dirigés vers le collège Jean-Giono à Orange, puis au lycée polyvalent régional de l'Arc, toujours à Orange.

### Sports

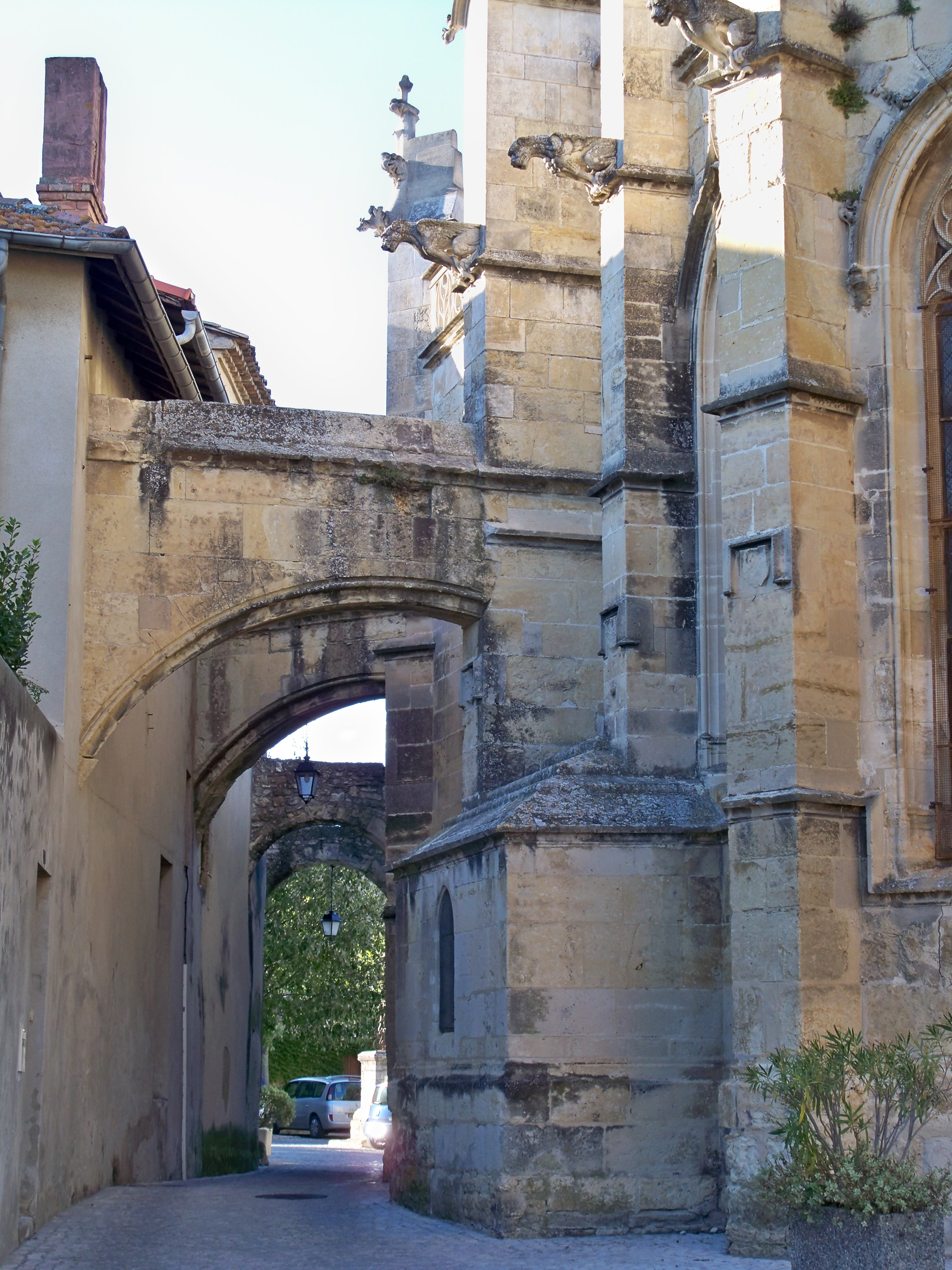
Les contreforts de l'église gothique de Caderousse.

On trouve plusieurs stades sur la commune, ainsi qu'un centre de loisirs et un centre équestre, tous deux au nord de l'agglomération.
Parmi les clubs sportifs, on peut citer U.S Caderoussienne qui est l'équipe de football de Caderousse et le B.C.C qui est l'équipe de Basketball de Caderousse, également.

### Santé
L'hôpital de Caderousse est une institution charitable qui fut fondée en 1271 et dont les dernières transformations datent de 1999. Au cours de ses huit siècles d'existence, il fut successivement appelé : hôpital des pauvres, Hôtel Dieu, bureau de bienfaisance, hôpital laïque des pauvres, hospice de Caderousse, hôpital public, maison de retraite. C'est actuellement un E.H.P.A.D (établissement d'hébergement pour personnes âgées dépendantes).

### Cultes
Culte catholique en l'église Saint-Michel dont une des restaurations datée de 1478 comme en fait foi la date gravée au-dessus de l'autel d'une de ses chapelles. Son abside romane à l'intérieur a été refaite à l'extérieur en gothique flamboyant. La paroisse catholique fait partie du diocèse d'Avignon, doyenné d'Orange Bollène.

## Économie

### Agriculture
Les vins qui ne sont pas en appellation d'origine contrôlée peuvent revendiquer, après agrément, le label Vin de pays de la Principauté d'Orange.

### Industrie

#### Compagnie nationale du Rhône
Située au bord du Rhône, la commune héberge un aménagement exploité depuis 1975 par la Compagnie nationale du Rhône. Il est constitué de deux sites : au nord, un simple pont-barrage 44,11017, 4,71039 menant à Codolet (Gard) et au sud un complexe 44,09603, 4,72324 comprenant un pont-barrage, une centrale hydro-électrique de 156 MW et une écluse.

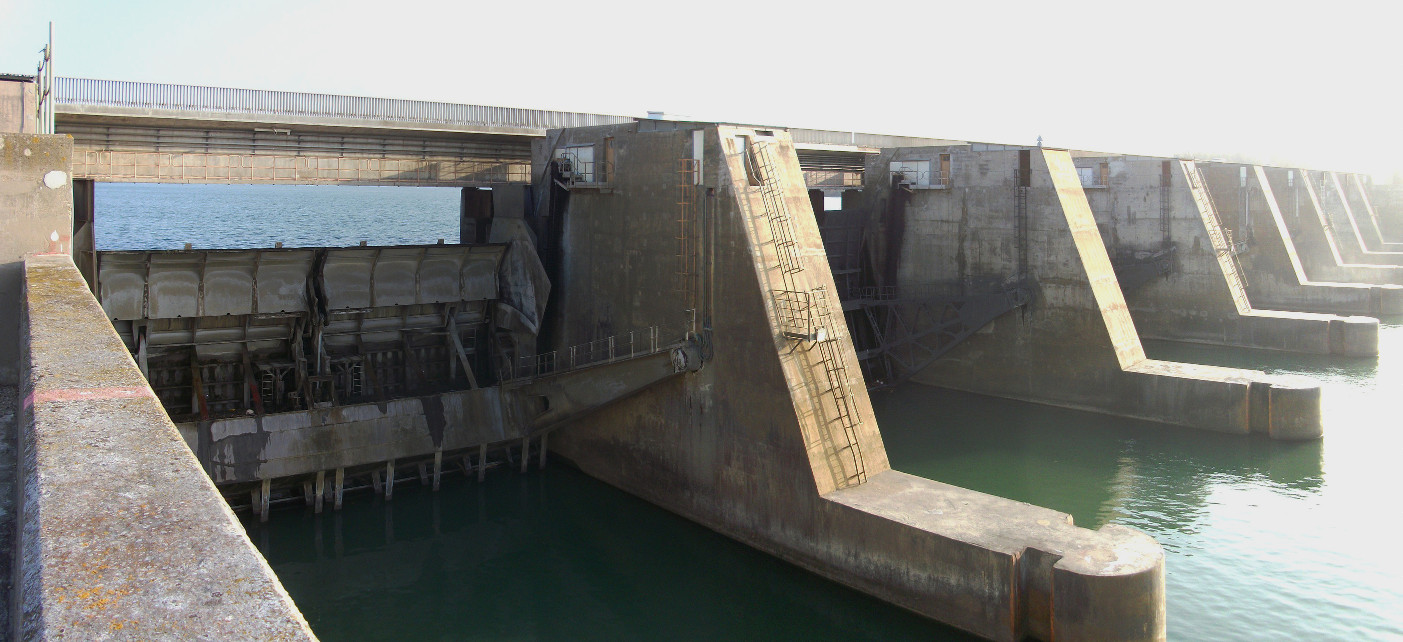
Pont-barrage du nord, vu de l'aval.
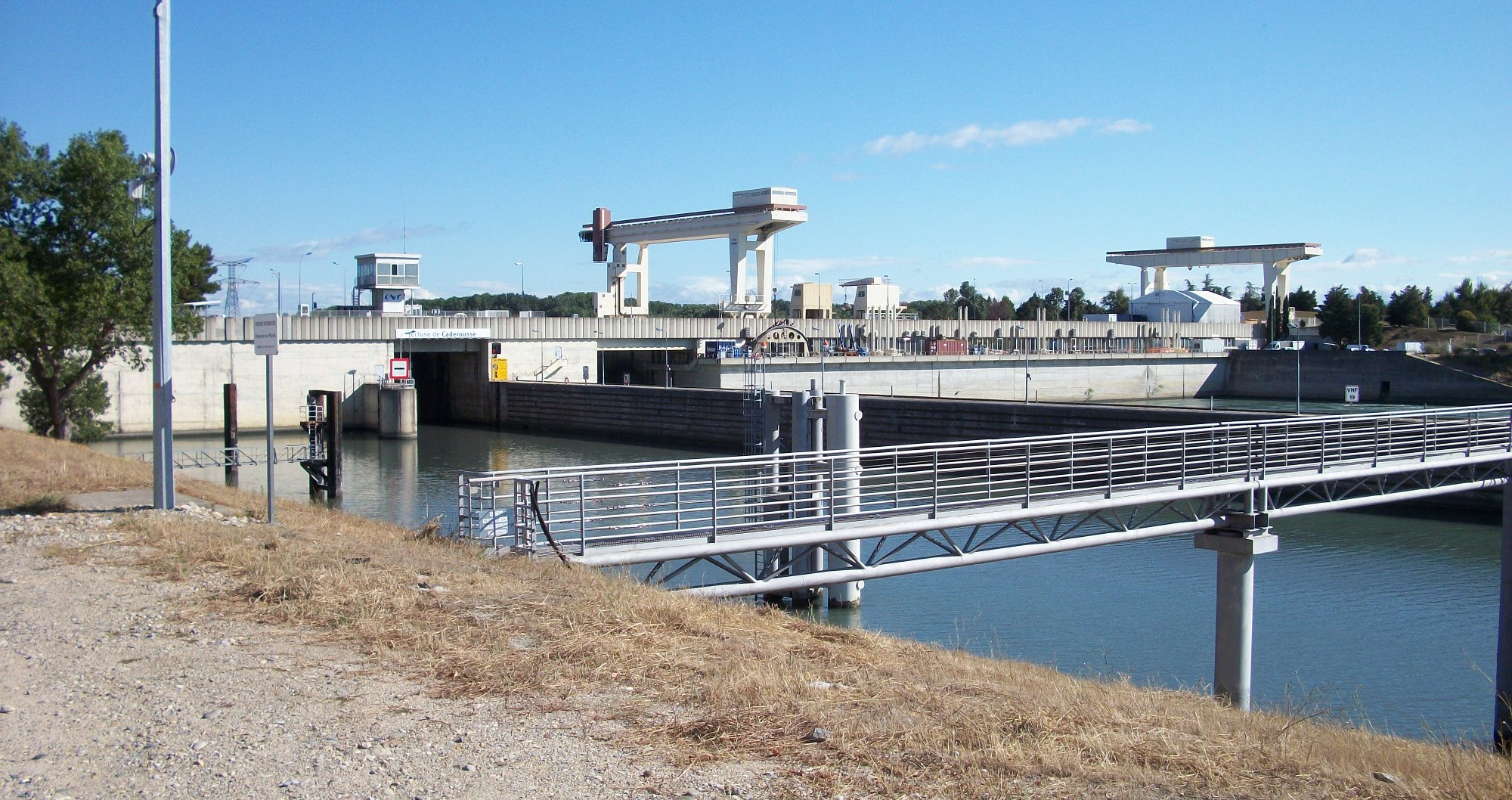
Écluse et barrage de Caderousse, vus de l'aval.

La CNR gère également sur ses terrains la zone d'activités (ZA) des Islons 44,09604, 4,72976 où sont implantés un dépôt de gaz Primagaz et des bureaux d'études liés à l'activité de la CNR.

## Culture locale et patrimoine

### Lieux et monuments
Le patrimoine de Caderousse :

#### Le vieux village
Au cœur du village, on trouve les vestiges du château de la maison d’Ancezune, ainsi que la chapelle seigneuriale, au sud.

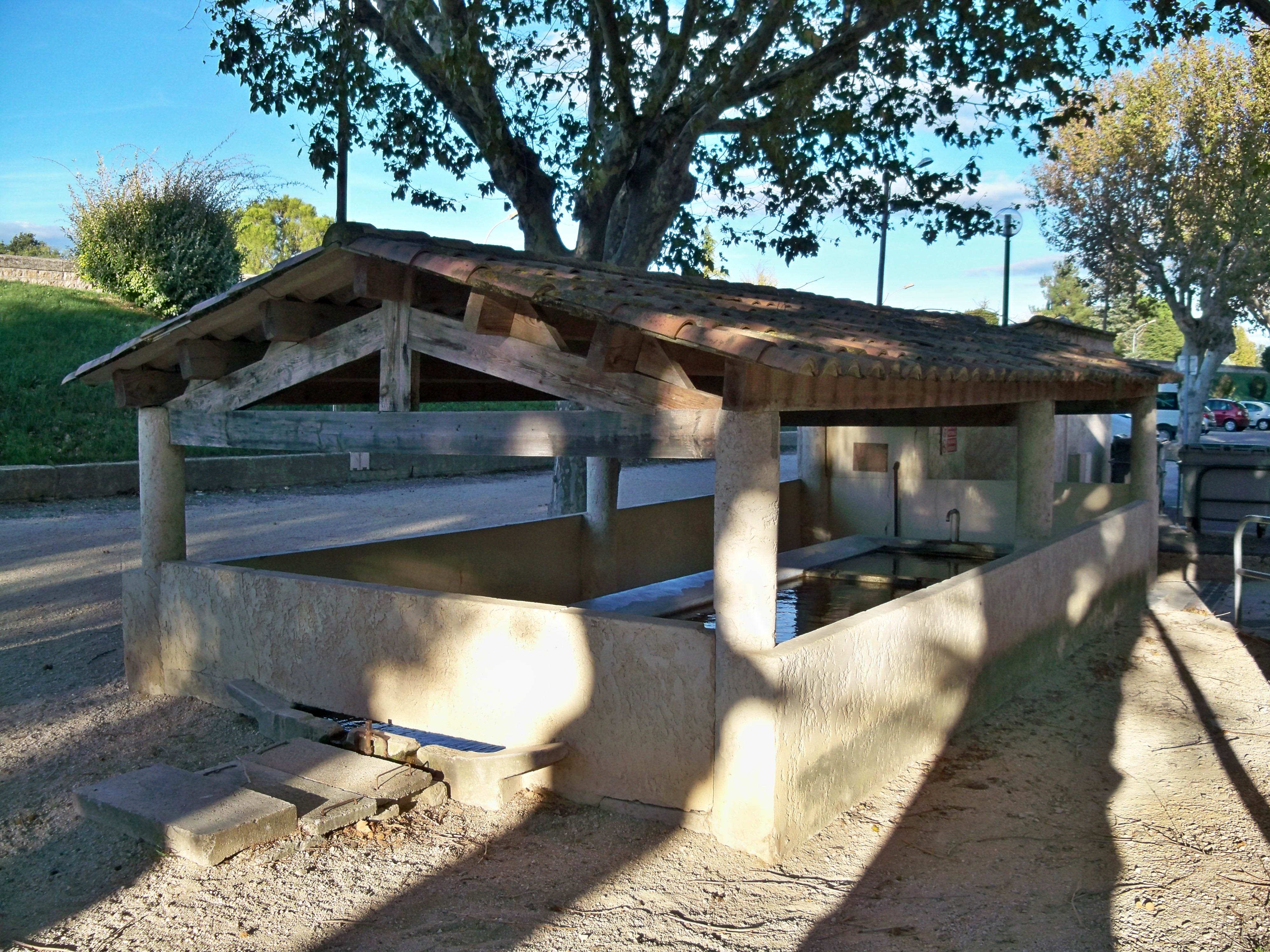
Lavoir Castellan.
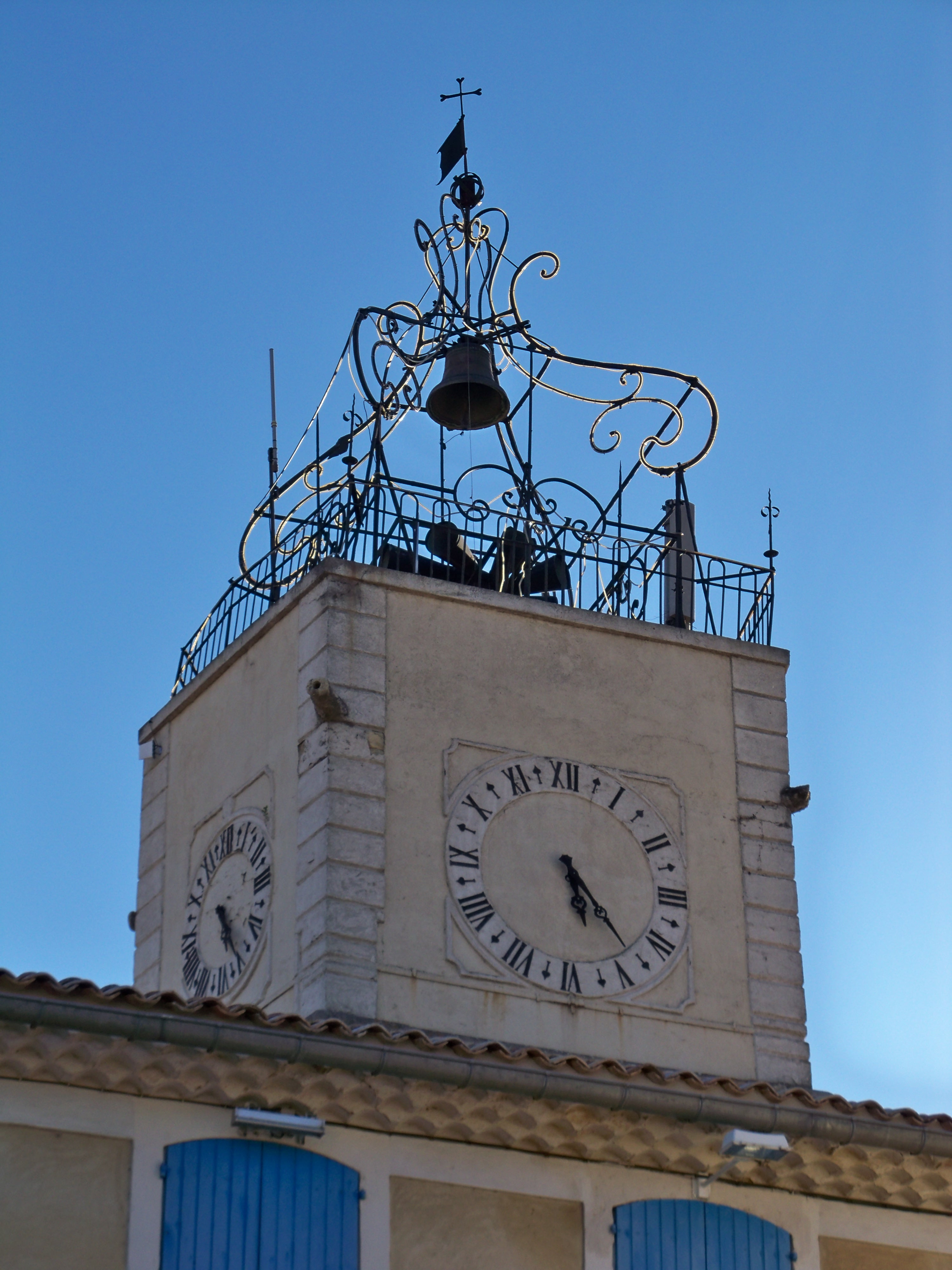
Beffroi, sur l'Hôtel de ville.
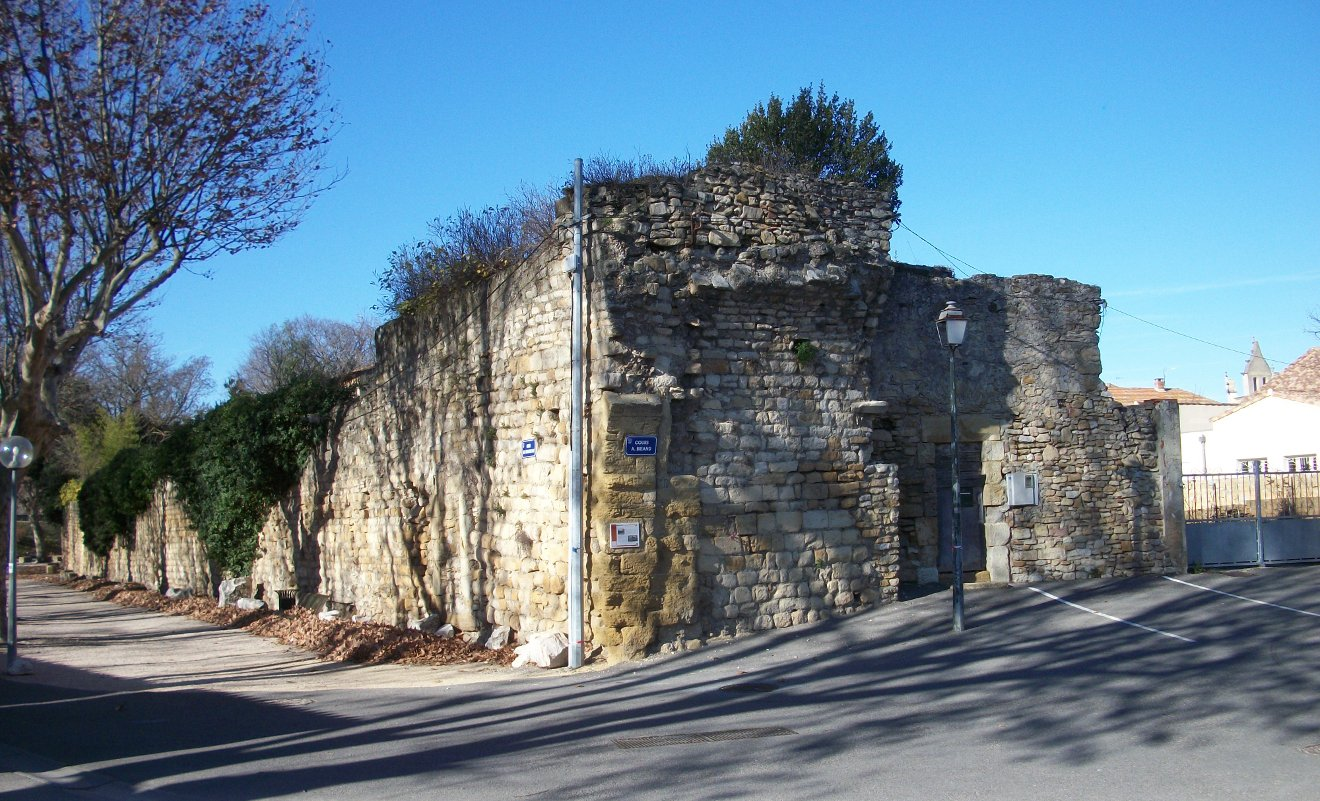
Mur de Gramont, extrémité sud.

À proximité, on trouve l'église Saint-Michel de Caderousse de style romano-gothique. Elle se compose d'une nef, de quatre travées et d'une abside semi-circulaire romane. Extérieurement, celle-ci, est une des rares témoins du gothique flamboyant provençal. À l'intérieur de l'église, une chapelle latérale placée sous le vocable de Saint-Claude, édifiée au XVe siècle, et également appelée chapelle d'Ancézune, est d'une grande richesse architecturale et ornementale.

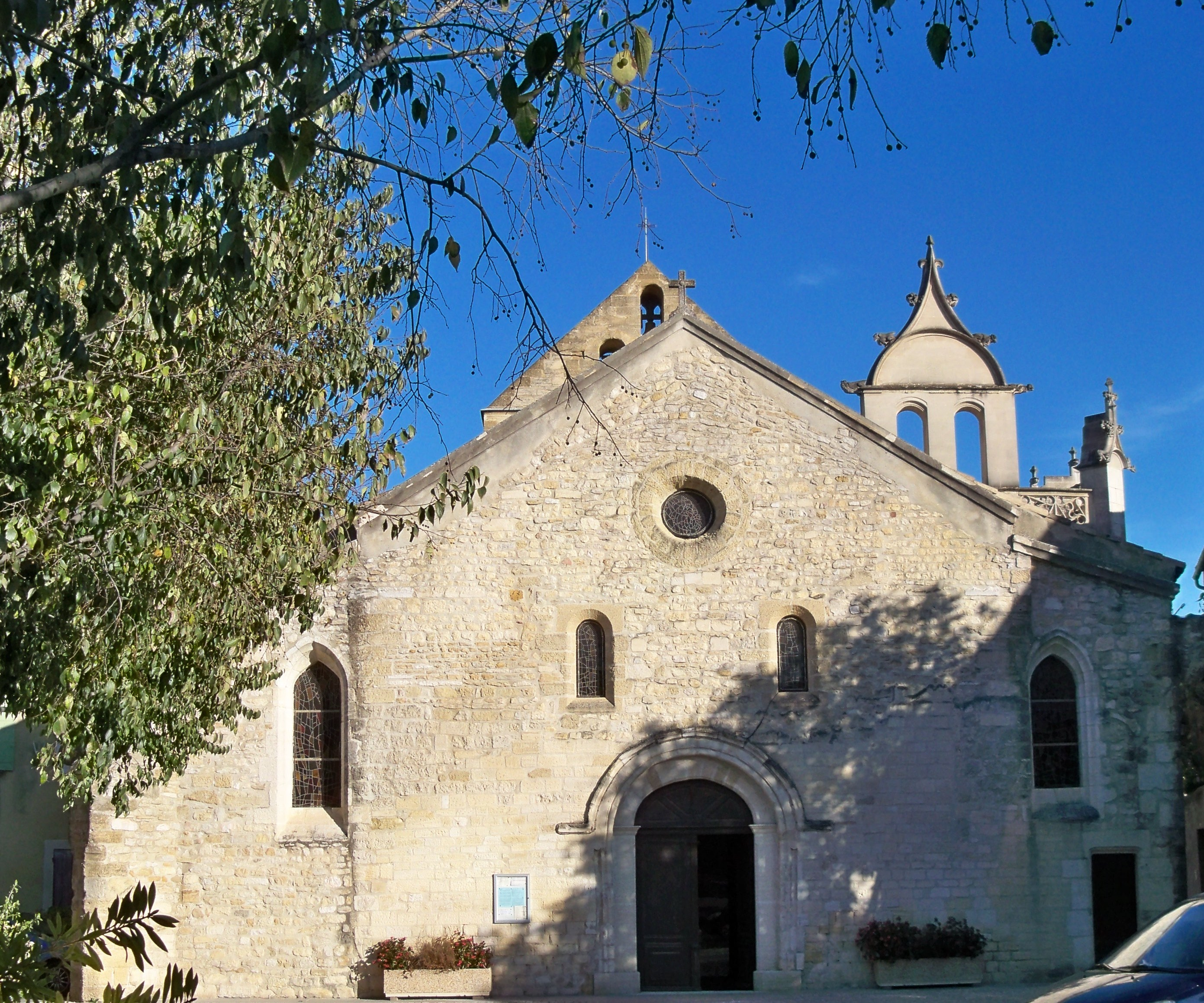
Église Saint-Michel.
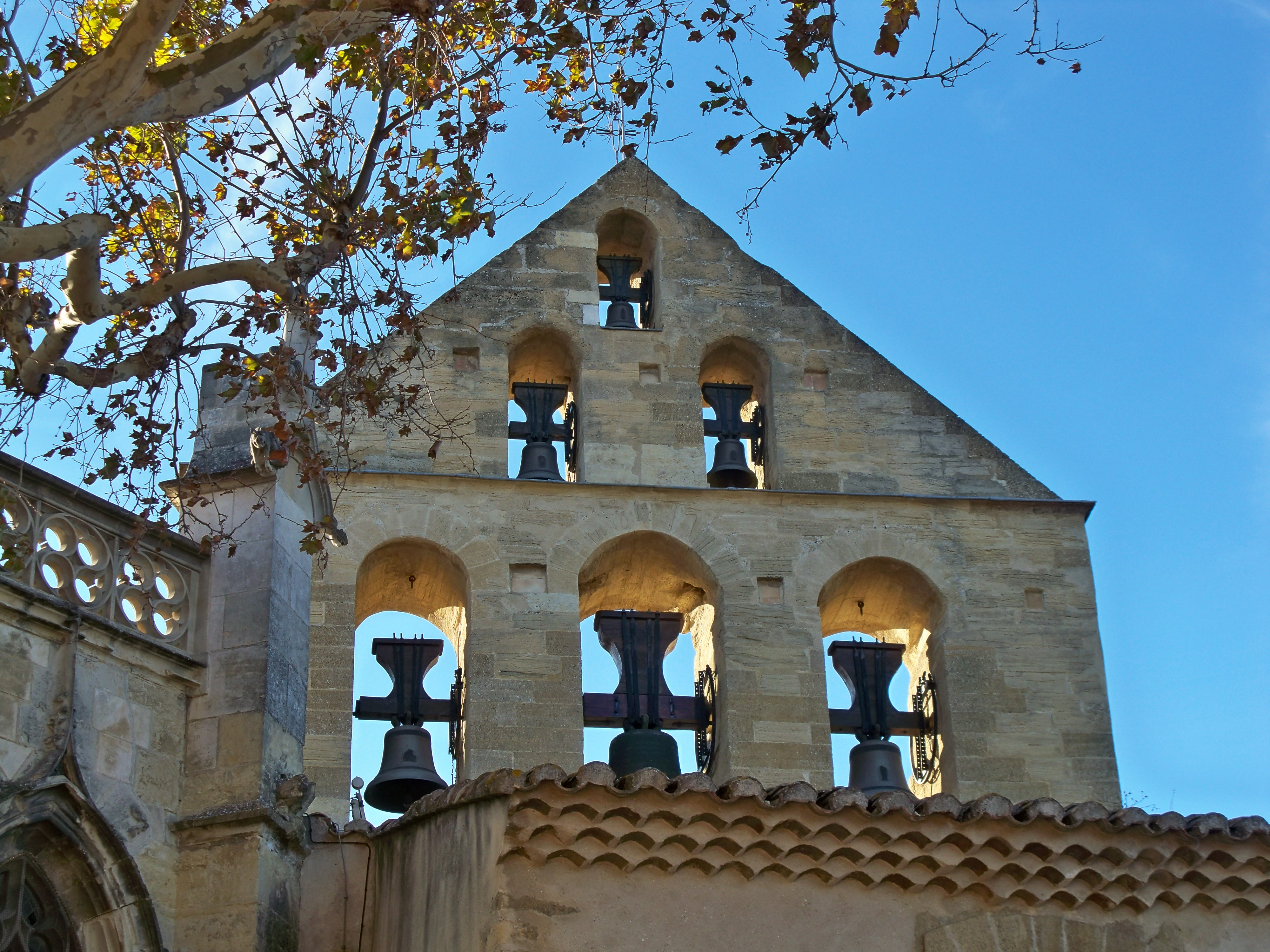
Clocher de l'église.
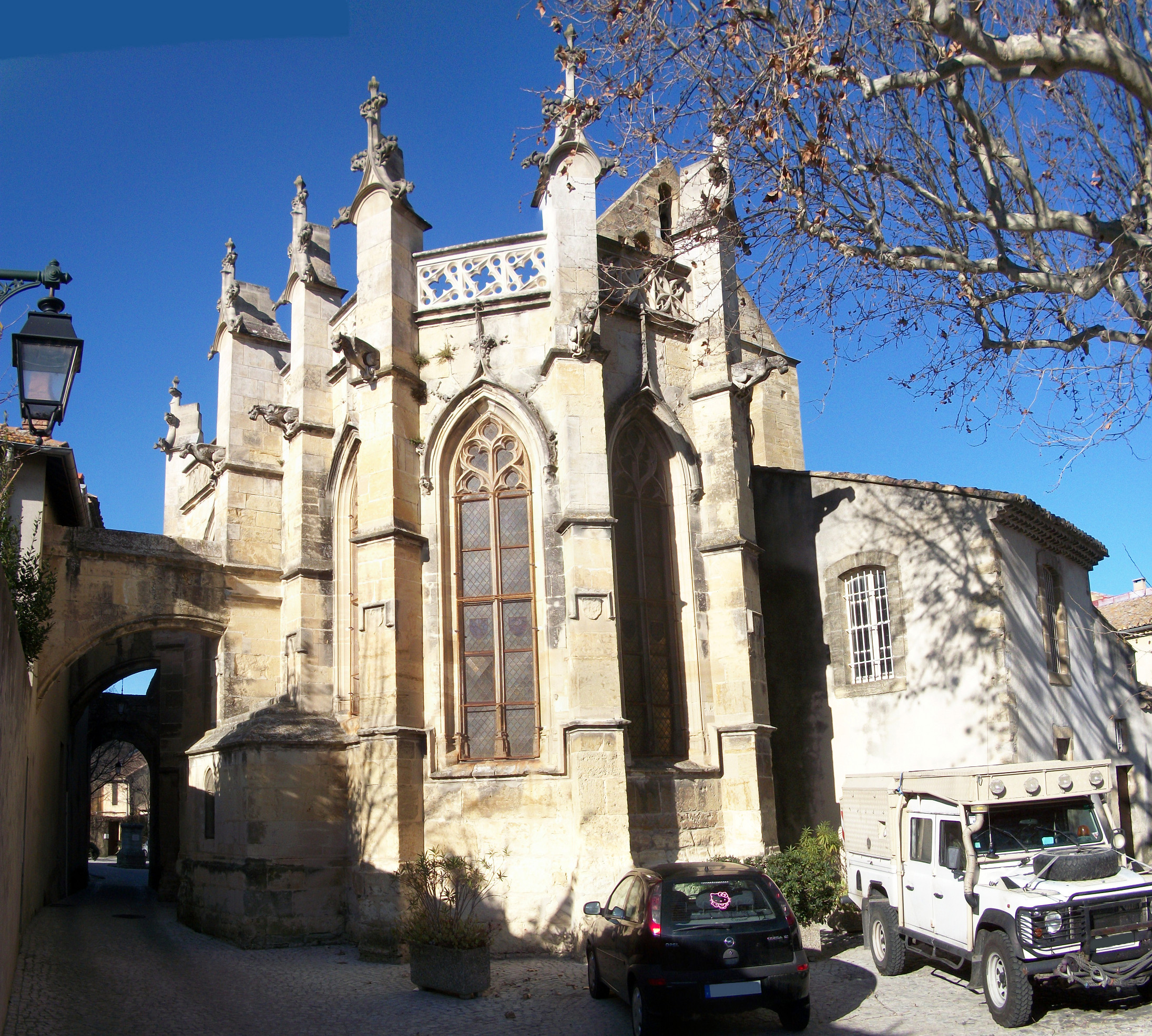
Arrière de l'église Saint-Michel.

#### Digue autour du village

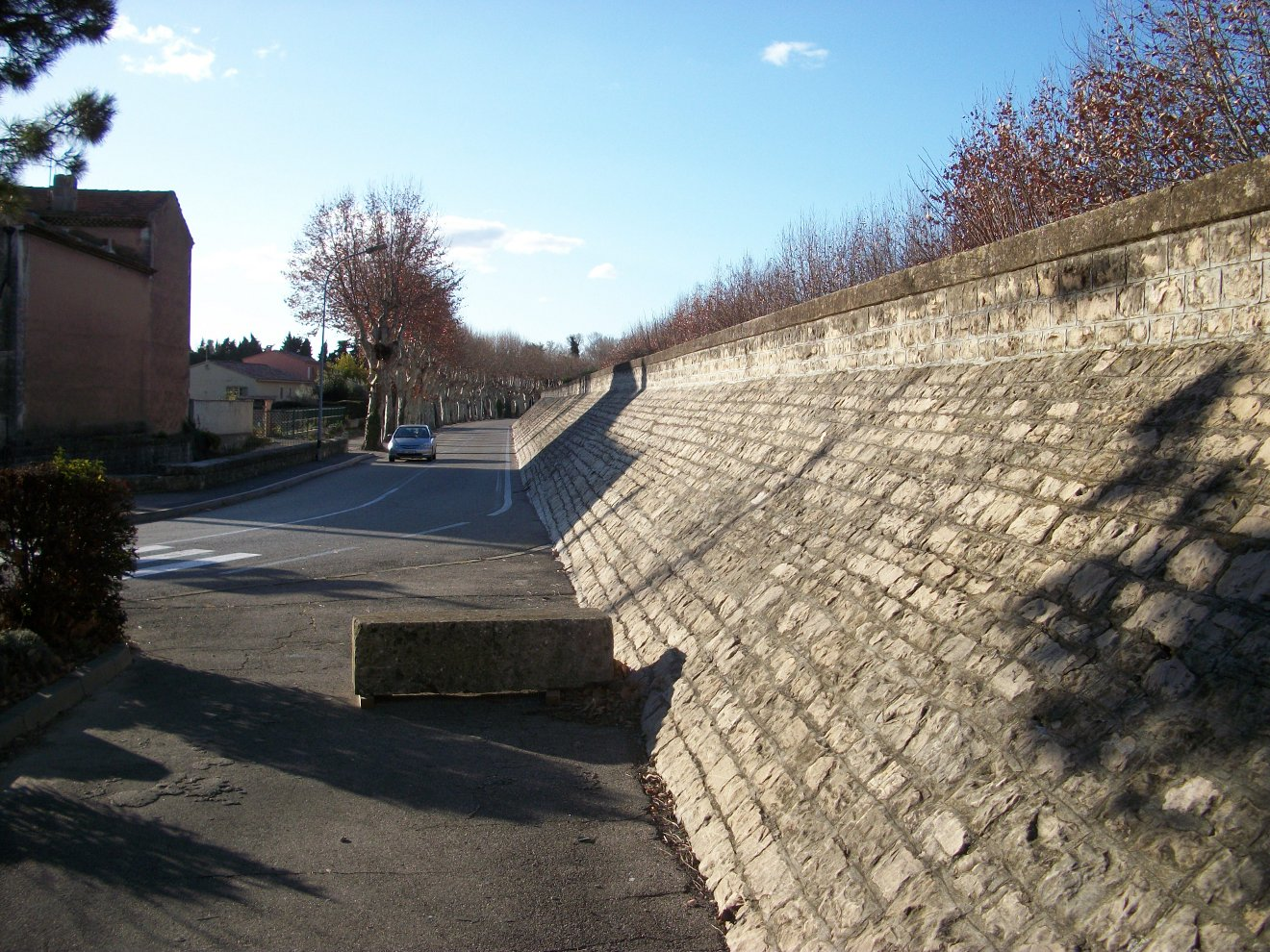
Vue extérieure de la digue.

Le vieux bourg est entouré d'une digue percée de deux portes : la Porte Léon-Roche (ou porte d'Orange) à l'est, et la porte de Castellan au nord-ouest.
Elle fut élevée entre 1863 et 1866, après la crue historique de 1856. L'ouvrage a dix mètres d'épaisseur et cinq mètres de haut. Il est constitué d'un mur maçonné en pierres à l'extérieur, et d'une pente de terre engazonnée à l'intérieur.

#### À l'extérieur du village
À proximité, encore plus au nord, la chapelle Saint-Martin et son cimetière, elle fut la première église paroissiale, dépendant de l'abbaye de Cluny à la fin du XIe siècle. Ce fut autour d'elle que se forma le premier noyau du village, mais les crues du Rhône contraignirent à déplacer celui-ci.
Enfin, sur l'ile de la Piboulette, au niveau du Rhône, le château de la Piboulette.

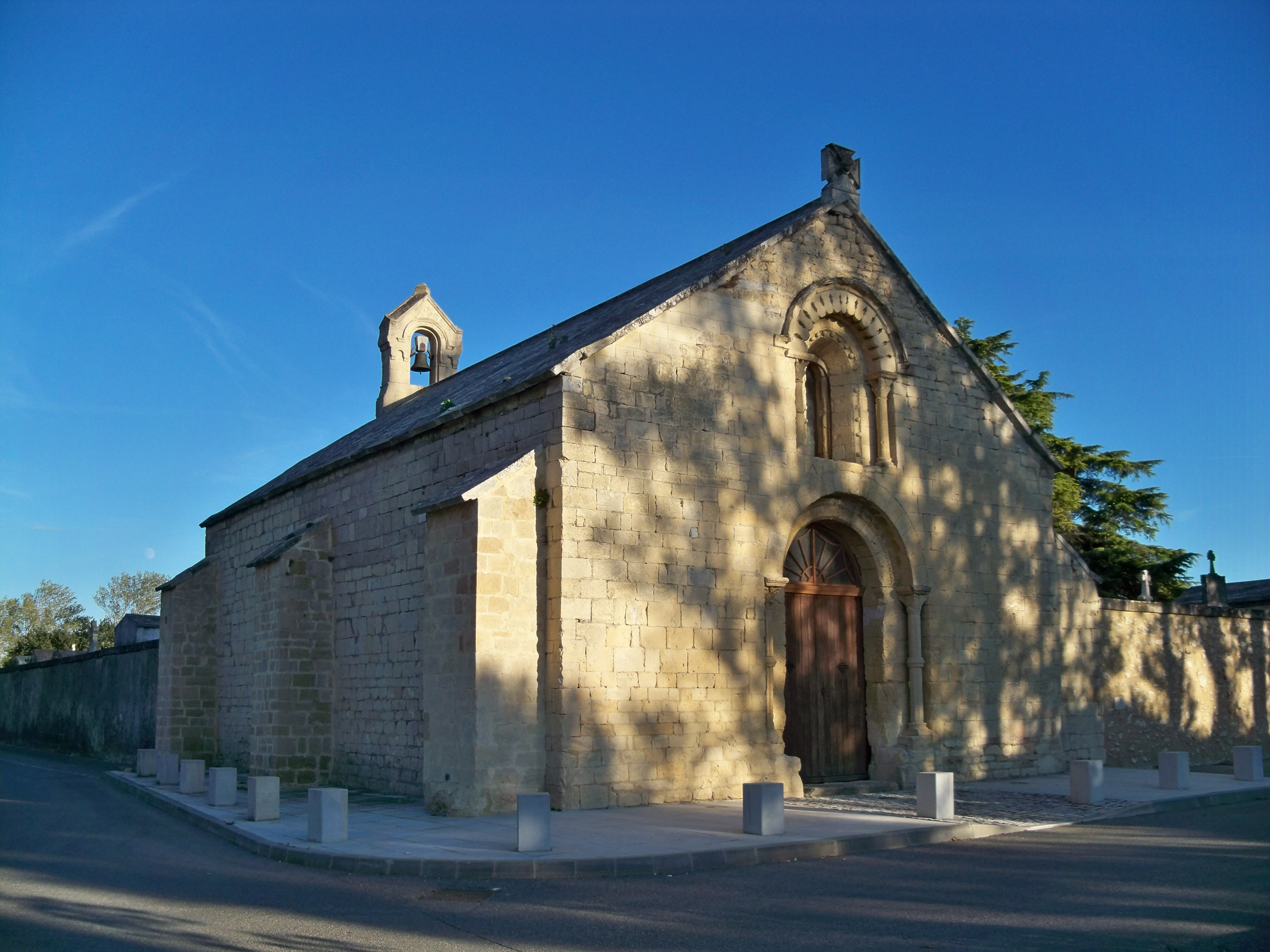
Chapelle Saint-Martin.
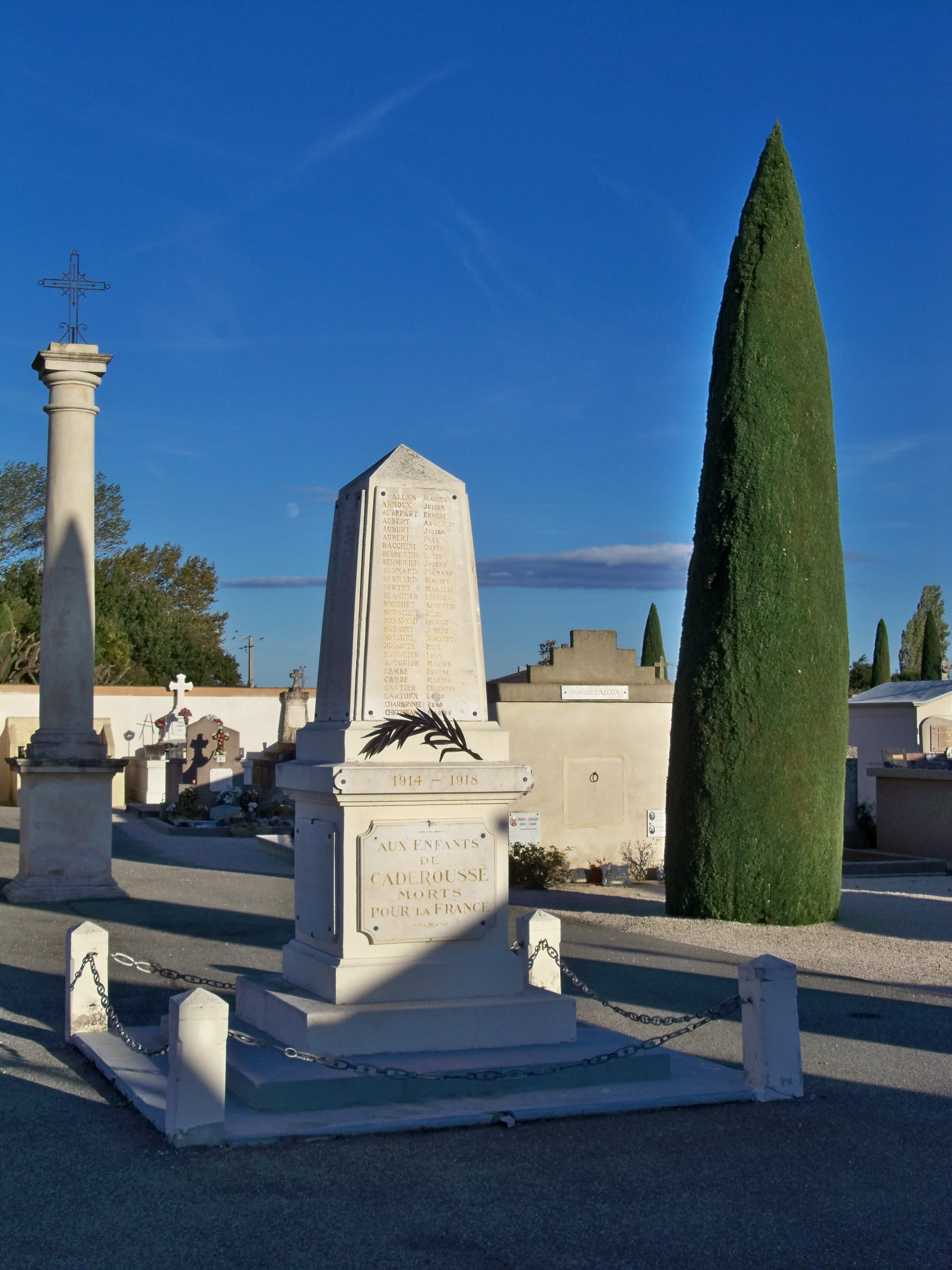
Monument aux morts.

### Vie locale
Caderousse compte plus de 42 associations sportives et culturelles à ce jour.

### Personnalités liées à la commune
- Benoit Tranquille Berbiguier (21 décembre 1781-28 janvier 1838), il fut un flûtiste de renommée européenne[39].
- Emmanuel de Gramont (1783-1841), 6e duc de Caderousse, marquis de Vachères et de Codolet, maréchal de camp, membre de la Chambre des pairs sous la monarchie de Juillet.
- Charles Dupuy (1807-1876), avocat à Orange et président du conseil général de Vaucluse de 1870 à 1874.

### Caderousse dans la littérature
Le Duc des Halles par André Billy (Édouard Aubanel, 1943) est un roman historique se jouant dans la deuxième moitié du XIXe siècle, qui a en large partie pour cadre Caderousse.
Caderousse (Gaspard Caderousse) est le nom choisi par Alexandre Dumas pour un des personnages du roman Le Comte de Monte-Cristo.
Les Bateliers du Rhône (Françoise Bourdon), dont le cadre principal est également Caderousse.

### Héraldique
| Blason de Caderousse | Les armes peuvent se blasonner ainsi : De gueules à la clef d'or et à la clef d'argent passées en sautoir, accompagnées en chef de la lettre K capitale et en pointe de la lettre A capitale, le tout aussi d'or. |